# Léon Duguit
 (mai 2019).
Léon Duguit, né le 4 février 1859 à Libourne et mort le 18 décembre 1928, est un juriste français spécialiste de droit public.
Il a recouru à la méthode du positivisme juridique pour le droit public.
Il est considéré comme l'un des fondateurs du droit public administratif français avec Maurice Hauriou, Louis Rolland et Raymond Carré de Malberg.

## Études et parcours
Léon Duguit, fils de notables, fit de brillantes études à la faculté de droit de Bordeaux. Il fut en effet premier lauréat de la faculté en licence, avec mention au concours général. Il soutient en 1882 une thèse de doctorat de droit romain et droit français. Il prépare l'agrégation de droit avec une dispense d'âge. Il est reçu 6e au concours d'agrégation de droit public — Maurice Hauriou étant premier — alors qu'il est âgé à l'époque de seulement 23 ans. Collègue, à Bordeaux, de Durkheim, (après avoir fait un séjour à Caen, de 1882 à 1886), il devient professeur de droit public et doyen de l'université de Bordeaux.
Vers les années 1890, il milite pour l'introduction de la sociologie dans les facultés de droit. L’étudiant du sociologue Durkheim reprendra de ce dernier les principaux thèmes, les principales pensées, et les introduira dans la science juridique par la suite. Duguit publiera son premier article en 1896, dans la Revue du droit public. Il deviendra une figure reconnue dans son domaine.
Il deviendra alors reconnu par les revues de sociologie, par les juristes étrangers, tels que Fardis et Jellinek. Il ira à l'étranger en tant que conférencier, rapporteur, ou encore, examinateur. Il s'engagera énormément, tant dans la vie de la faculté, en tant que doyen principalement, que dans la cité et dans la vie politique locale. Il sera élu en 1908 conseiller municipal à Bordeaux. De novembre 1925 à mars 1926, il est convié par le gouvernement égyptien à en organiser les enseignements. Conçue comme une simple mission de trois mois, son intervention s’acheva sur la perspective d’élection du premier doyen égyptien de l’université du Caire, issue de l'ancienne école du droit, et participe alors au rayonnement de la pensée juridique française. Il crée en 1926, la revue internationale de théorie du droit, avec Kelsen et Weyr et participe également à la création de l'institut international de droit public l'année suivante.

## Sa théorie et ses opposants
Il est, avec Hauriou (avant que celui-ci ne change de doctrine), le premier représentant de ce qu'on a appelé « l'école du service public », également connue sous le nom d'« école de Bordeaux » (Léon Duguit, Louis Rolland, Gaston Jèze, Roger Bonnard, André de Laubadère et Roger Latournerie).
Il s'est opposé à Maurice Hauriou, doyen de la faculté de Toulouse, de l'école de la puissance publique.
Duguit fait figure de précurseur d'une théorie juridique de l'État et du droit. Son œuvre a visé à revoir la discipline juridique et à en faire une véritable "science" en opposition avec la méthode de la dogmatique juridique. Il emprunte ainsi à Durkheim sa méthodologie sociologique et à Auguste Comte le positivisme. Ce double héritage autorise une approche originale de la discipline du droit qui se caractérise par une critique des théories existantes du droit, d'une part et, d'autre part, par l'établissement de la notion de service public qui fonde l'État et sa limite.
Duguit écarte ainsi les autres conceptions métaphysiques de l'État telles que la souveraineté ou la notion de personne morale (Jèze soulignera la fictivité de cette notion dans sa célèbre phrase : « Je n'ai jamais déjeuné avec une personne morale »), alors classiquement utilisées pour décrire l'État. Il affirme donc l'existence et la nécessité d'un droit, qui correspond à la solidarité, ou encore, à l'interdépendance des individus. Il fait une critique de l'État et soutient que ce dernier n'est qu'une modalité politique. L'État est une forme précaire ; comme il est apparu, il peut disparaitre. Cependant, Duguit se démarque des marxistes car il pense que l'économie a un rôle prédominant dans le développement de l'État. Il développera ainsi une théorie ancrée à gauche, et surtout justifiant l'interventionnisme de l'État. Sa doctrine semble donc apparemment opposée à d’autres, telle que la théorie d'auto-limitation. Maurice Hauriou le dénoncera comme étant un anarchiste, car il s'oppose à l'ordre établi. Duguit sera également contesté par certains partisans de la doctrine allemande, ou encore, de la doctrine classique. Il refuse par ailleurs la conscience collective et préfère y voir une masse des consciences individuelles, ce qui fera réagir les durkheimiens.
Léon Duguit est un grand critique du droit, défenseur de la théorie de la fonction sociale du droit de la propriété. Pour lui, le propriétaire est investi d'une fonction sociale déterminée : « Son droit de propriété, je le nie, son devoir social, je l'affirme ».
Duguit se dit positiviste dans sa démarche : il prétend analyser dans l'État par l'observation de la société et de ce qu'elle doit être. C'est donc sa démarche scientifique qui est positiviste et non sa position juridique (plutôt utopique en ce qu'elle en va à ignorer la puissance publique de l'État). Il reprochera d'ailleurs à Jèze d'être trop juridiquement positiviste dans ses analyses de la consécration du service public par la jurisprudence.
Il sera tout de même, malgré les critiques portées à son égard, une école et une forte influence pour une génération entière de jeunes étudiants de la faculté de droit de Bordeaux. Certains, comme Réglade ou Bonnard, reprendront même plusieurs de ses idées ou de ses analyses pour appuyer les leurs.
Duguit a donc été, par tous ses actes, une aide majeure dans l'édification de l'État de droit à la française. Il a recouru à une méthode appelée le « positivisme sociologique ». Son importance est soulignée par la parution, à sa mort, d'un dossier complet consacré à ses théories.

## Postérité
Il existe à Bordeaux, au niveau du quartier Sainte Croix, une place portant son nom. À Pessac, une avenue a également été nommée ainsi.

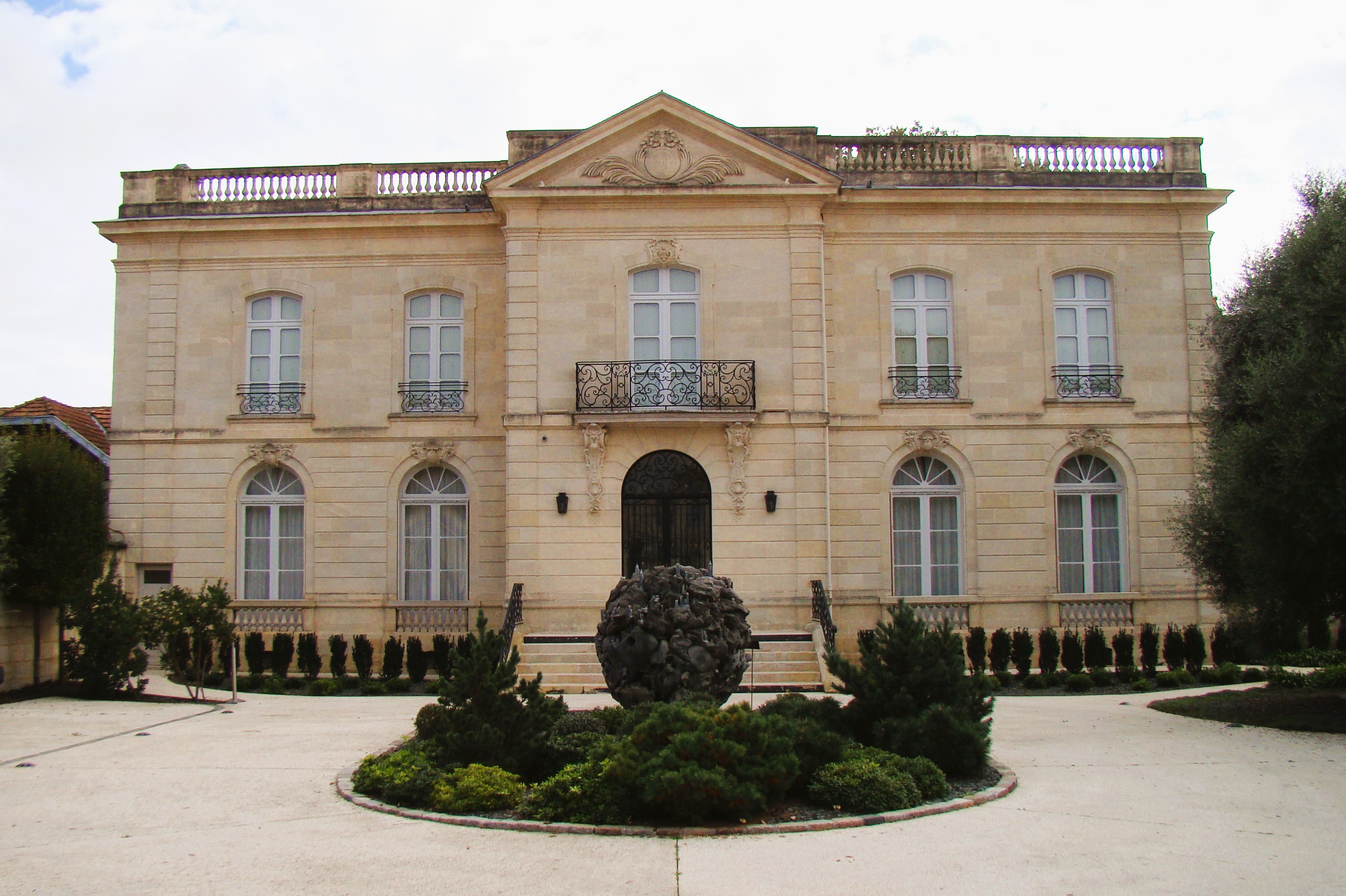
La maison Duguit, rue Labottière à Bordeaux.

L'université de Bordeaux possède un Amphithéâtre Léon Duguit qui se trouve au 35  place Pey Berland à Bordeaux. De plus, le laboratoire de recherche en droit de l'Université de Bordeaux est nommé « Institut Léon Duguit ».
L'université Bordeaux IV, se trouvant au 16 avenue Léon Duguit (l'avenue portant son nom) à Pessac possède un amphithéâtre au nom de Léon Duguit.
L'ancien hôtel particulier, demeure de Léon Duguit en plein Bordeaux a été transformée en hôtel-restaurant étoilé, nommé « La grande maison ». Cet établissement a fermé en août 2020.

## Œuvres
- Léon Duguit, L'état, le droit objectif et la loi positive, Paris, Albert Fontemoing, 1901 (lire en ligne)
- Léon Duguit, L'État les gouvernants et les agents, Paris, Albert Fontemoing, 1903
- Léon Duguit, Souveraineté et liberté, leçons faites à l'Université Columbia (New-York) en 1920-1921, Paris, Librairie Félix Alcan,, 1922. (lire en ligne)
- Léon Duguit, Les transformations du droit public, Paris, Armand Colin, 1913 (lire en ligne)
- Traité de droit constitutionnel, Paris : Fontemoing & Cie, 1911
- Léon Duguit, « Des fonctions de l'État moderne », Revue internationale de sociologie,‎ mars 1894
- Léon Duguit, Leçons de droit public général faites à la Faculté de droit de l'Université égyptienne pendant les mois de janvier, février et mars 1926, Paris, E. de Boccard, 1926 (lire en ligne)
- Léon Duguit, Les transformations générales du droit privé depuis le Code Napoléon, Paris, Librairie Félix Alcan, 1912 (lire en ligne)
- Léon Duguit, Droit romain : du principe de la théorie des risques dans les stipulations ; Droit français : des conflits de législations relatifs à la forme des actes civils, Durand (Bordeaux), 1882 (lire en ligne)

### Œuvres en collaboration
- Léon Duguit, Henry Monnier, Charles de Boeck, A la mémoire de Frantz Despagnet, Cadoret (Bordeaux), 1907 (lire en ligne)
- Léon Duguit, Henry Monnier, Roger Bonnard, Les Constitutions et les principales lois politiques de la France depuis 1789, collationnées sur les textes officiels, précédées de notices historiques et suivies d'une table analytique détaillée., Librairie générale de droit et de jurisprudence (Paris), 1932 (lire en ligne)
- Léon Duguit, Henry Monnier, Roger Bonnard, Les Constitutions de la France par Léon Duguit et Henry Monnier, continué par R. Bonnard,- 5e édition : addendum : La Constitution de 1940, R. Pichon et R. Durand-Auzias (Paris), 1940 (lire en ligne)

### Ouvrages
- Évelyne Pisier-Kouchner, La théorie du service public dans l’œuvre de Léon Duguit, Paris, LGDJ, 1972.
- S. Pinon, « Léon Duguit face à la doctrine constitutionnelle naissante », in Revue du droit public, no 2-2010
- F. Melleray, « Autour de Duguit », colloque organisé à l’Université Bordeaux IV (29-30 mai 2009) à l'occasion du 150e anniversaire de sa naissance
- Julien Bonnecase, La science juridique française : quelques aspects fondamentaux de l'œuvre de Léon Duguit, 1929
- Simon Gilbert, Le pragmatisme juridique : conférences prononcées à Madrid, Lisbonne & Coïmbre, 1923, Éd. la Mémoire du droit, 2008
- Nader Hakim et  Fabrice Melleray, Léon Duguit : L’État détrôné dans : Le renouveau de la doctrine française. Les grands auteurs de la pensée juridique au tournant du XXe siècle, Dalloz, 2009
- Geoffroy de Lagasnerie, La conscience politique, Paris, Fayard, 2019
- Théophile von Büren, La théorie de l'Etat chez Léon Duguit, Bâle, Helbing Lichtenhahn, 2021..
- Delphine Espagno, Léon Duguit: de la sociologie et du droit, Editions L'Epitoge Lextenso, 2013.
- Patrick Charlot, Nathalie Droin, Delphine Espagno-Abadie: Le Traité de droit constitutionnel de Léon Duguit, IFJD, 2020.

### Thèses
- Évelyne Pisier-Kouchner, Le service public dans la théorie de l’État de Léon Duguit, LGDJ, 1972
- Julien George, Les passions politiques de la doctrine juridique, le droit de propriété aux XIXe et XXe siècles, thèse droit, Toulouse 1, dactyl., 2008.
- Hubert Gourdon, La conception du pouvoir et du gouvernement chez Léon Duguit, thèse droit, Bordeaux I, dactyl., 1971.
- Théophile von Büren, La théorie de l'Etat chez Léon Duguit, Bâle, Helbing Lichtenhahn, 2021.

### Articles
- Claude Didry, « Léon Duguit, ou le service public en action », Revue d’histoire moderne & contemporaine,‎ 2005, p. 88-97 (lire en ligne)
- Stéphane Pinon, « Le positivisme sociologique : l'itinéraire de Léon Duguit », Revue interdisciplinaire d'études juridiques,‎ 2011, p. 69-93 (lire en ligne)
- Stéphane Pinon, « Léon Duguit face à la doctrine constitutionnelle naissante », Revue du droit public,‎ 2010
- Émeric Travers, « Volonté et puissance étatique, Duguit critique de Rousseau, Kant, et Hegel. », Revue de la recherche juridique,‎ 2004 (lire en ligne)
- Émeric Travers, « Complexification sociale et effacement de la souveraineté », Revue française d'histoire des idées politiques,‎ 2019, p. 191-221 (lire en ligne)
- Presses de l'Université d'Aix-marseille. "Léon Duguit et le droit international", Les Recherches Philosophiques, 2012.
- École de Bordeaux, école du service public et école duguiste. Proposition de distinction », Revue du droit public et de la science politique, 2001, p. 1887-1905.
- Jean-Arnaud Mazères, « J.-M. Blanquer et M. Milet, L’invention de l’État. Hauriou et Duguit et la naissance du droit public moderne », Jus Politicum,‎ 2015 (lire en ligne)
- Fabrice Melleray, « École de Bordeaux, école du service public et école duguiste. Proposition de distinction », Revue du droit public et de la science politique,‎ 2001
- Fabrice Melleray, « Léon Duguit et Georges Scelle », Revue d’Histoire des Facultés de Droit et de la culture juridique,‎ 2000